# 硅三氢化钾
硅三氢化钾或甲硅烷基钾是一种无机化合物，化学式为KSiH3，由K+和SiH3−构成，它可由金属钾和甲硅烷在低温反应制得。在萘的存在下进行该反应（295 K，溶剂1,2-二甲氧基乙烷），除了硅三氢化钾外，还会生成硅二氢化二钾（K2SiH2）。
它和碘甲烷反应，可以得到甲基硅烷；和氯化苄反应，得到苄基硅烷。它遇水水解：
KSiH3 + 5 H2O → KOH + 4 H2 + Si(OH)4